# Sven Karlberg
Sven Oskar Wilhelm Karlberg, född den 9 januari 1878 i Göteborg, död den 3 februari 1966 i Skövde, var en svensk militär.
Karlberg avlade officersexamen 1899. Han blev underlöjtnant vid Västgöta regemente samma år och  löjtnant där 1902. Karlberg blev underintendent vid intendenturkåren  1904 och intendent där 1905. Han befordrades till kapten 1915, till major 1919, till överstelöjtnant 1923 och till överste 1926. Karlberg var chef för arméförvaltningens intendentsdepartements utrustningsbyrå 1926–1936 och överste i reserven 1937–1943. Han invaldes som ledamot av Krigsvetenskapsakademien 1926. Karlberg blev riddare av Vasaorden 1918 och av Svärdsorden 1920 samt kommendör av andra klassen av sistnämnda orden 1930 och kommendör av första klassen 1932. Han vilar på Sankta Elins kyrkogård i Skövde.